# Morophaga fasciculata
Morophaga fasciculata är en fjärilsart som beskrevs av Robinson 1986. Morophaga fasciculata ingår i släktet Morophaga och familjen äkta malar. Inga underarter finns listade i Catalogue of Life.